# Borlänge (tidning)
Borlänge var en sexdagars edition till Dala Demokraten utgiven perioden från 1 december 1998 till 31 december 2001. Tidningens fullständiga titel var DD/ Borlänge / Gagnef, Vansbro och Malung

## Redaktion
Politisk tendens var socialdemokratisk liksom för modertidningen. Redaktionen satt i Borlänge. Periodiska bilagor främst TV bilagan men även helgbilaga och Sport och Spelbilaga kom ut periodiskt.
| Period                 | Ansvarig utgivare   | Period                 | Redaktör               |
| 1998-12-01--2000-09-30 | Larsson, Mats Erik  | 1998-12-01--1999-01-02 | Bergström, Villy       |
| 2000-10-02--2001-12-31 | Olsson Olsén, Sofia | 1999-01-04--1999-04-29 | Larsson, Mats red chef |
|                        |                     | 1999-04-30--1999-06-04 | Bergström, Villy       |
|                        |                     | 1999-06-05--1999-07-31 | Larsson, Mats red chef |
|                        |                     | 1999-08-02--2001-12-31 | Greider, Göran         |

## Tryckning
Förlag  var AB Dala-Demokraten i Falun. Tidningen trycktes i fyrfärg med moderna typsnitt på tryckeriet Dala-demokraten AB i Falun. Det var dagstidning i tabloidformat. De 32-64 sidorna tryckte i en upplaga på  6900-8000 exemplar. Priset för tidningen var första året 1733 och sista året 1850 kronor.